# Acropyga robae
Acropyga robae é uma espécie de formiga do gênero Acropyga, pertencente à subfamília Formicinae.